# RMS Queen Elizabeth 2
«Куин Элизабет 2» (англ. «Queen Elizabeth 2», «QE2») — океанский лайнер, бывший с 1969 по 2004 год флагманом британского пароходства «Кунард Лайн». С 1974 по 1980 являлся крупнейшим в мире действующим пассажирским лайнером. Портом приписки «Куин Элизабет 2» был английский Саутгемптон. В 2008 году судно было выведено из эксплуатации и перебазировано в Дубай. С 2018 года используется в Дубае как плавучий отель.

## История судна
Лайнер «Куин Элизабет 2», как и его предшественник «Куин Элизабет», был построен на верфи John Brown & Company в шотландском городе Клайдбанк.
Закладка киля состоялась 5 июля 1965 года, спуск на воду осуществлён 20 сентября 1967 года. Первые ходовые испытания прошли 26 ноября 1968 года. Свой первый рейс из Саутгемптона в Нью-Йорк из-за технических неполадок «Куин Элизабет 2» совершила только 2 мая 1969 года.
В первый же год работы на океанских линиях лайнер принёс хозяевам прибыль в 2,5 миллиона фунтов стерлингов. Судно использовалось на регулярном маршруте Саутгемптон — Нью-Йорк, а также в качестве круизного лайнера.
Первоначально на лайнере в качестве двигателя использовалась паротурбинная установка из двух турбин максимальной мощностью 110 тысяч лошадиных сил. В 1986—1987 годах в ходе капитального ремонта было установлено девять дизель-генераторов, питавших два электромотора мощностью 44 мегаватт каждый, или 120 тысяч лошадиных сил в совокупности. Новая двигательная система оказалась на 35 % экономичнее прежней.
В 1982 году в ходе Фолклендской войны «Куин Элизабет 2» был использован для переброски в зону конфликта пехотной бригады численностью 3000 военнослужащих.
29 августа 2002 года «Куин Элизабет 2» стал первым в мире гражданским судном, преодолевшим 5 миллионов морских миль.
С 2004 года «Куин Элизабет 2» утратил статус флагмана флота компании «Кунард» — его сменил лайнер «Куин Мэри 2». Тогда же лайнер был выведен с регулярного трансатлантического маршрута и переведен исключительно в круизные плавания, оставаясь при этом быстрейшим круизным судном в мире.
В 2007 году было объявлено о предстоящем прекращении эксплуатации «Куин Элизабет 2» и его покупке компанией из ОАЭ за 100 миллионов долларов. В 2008 году лайнер совершил прощальный круиз вокруг Британских островов, а также синхронно с лайнером «Куин Мэри 2» прошел по маршруту Нью-Йорк — Саутгемптон. После почти сорока лет службы лайнер «Куин Элизабет 2» был направлен в Дубай, где окончательно выведен из эксплуатации 27 ноября 2008 года.
В ОАЭ лайнеру долго пытались найти применение в качестве туристической достопримечательности, развлекательного центра или гостиницы. Периодически возникали слухи о его возможном возвращении в Великобританию или перемещении в третью страну.
С 18 апреля 2018 года используется как плавучий отель.

### Происшествия
17 мая 1972 года во время следования из Нью-Йорка в Саутгемптон капитану сообщили о том, что на борту находится бомба, однако сообщение оказалось ложным.
В 1992 году лайнер сел на мель у побережья США к югу от мыса Кейп-Код.
В 1995 году в Северной Атлантике во время урагана «Луис» на «Куин Элизабет 2» налетела 29-метровая волна-убийца, которая надвигалась прямо по курсу.
На борту лайнера 19 февраля 2000 года скончался архитектор и художник Фриденсрайх Хундертвассер.
В 2005 году члены обслуживающего персонала судна, праздновавшие окончание кругосветного круиза, устроили на борту пьяный дебош, в ходе которого повредили и несколько уникальных предметов искусства и элементов оборудования.

## Наименование
По изначальному замыслу компании «Кунард», судно должно было получить то же имя, что и его предшественник, названный в честь королевы Елизаветы — супруги короля Георга VI и матери царствующей королевы Елизаветы II, то есть «Куин Элизабет». При этом название судна держалось в тайне до дня спуска на воду. 20 сентября 1967 года во время церемонии спуска Елизавета II объявила название, добавив к нему «Вторая»: «Queen Elizabeth the Second». Согласно сообщению Би-би-си о спуске лайнера, он получил название именно в честь Елизаветы II. Тем не менее, компания-судовладелец решила использовать в названии арабскую цифру «2», а не римскую «II», как принято для имен монархов. Согласно официальной истории постройки лайнера, это было сочтено «более современным». В результате такого написания в английском обиходе судно именуется «Queen Elizabeth Two» («Королева Елизавета — два»), а не «… the Second» («… Вторая»).

## На борту
На «Куин Элизабет 2» смогли разместиться четыре ресторана, двенадцать баров различных стилей, сауна, тренажерный зал, различные салоны, кинотеатр на 530 мест, казино и даже поле для гольфа.

## В художественной литературе
Из рассказа В. Аксёнова «PhD, QE2 and H2O» читатель может получить некоторое представление о путешествии на лайнере по маршруту Нью-Йорк — Саутгемптон в 1993 г.

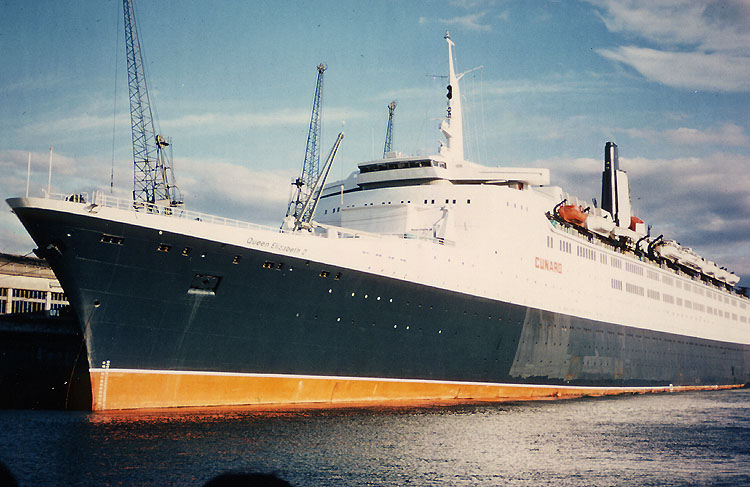
«Куин Элизабет 2» с оригинальной белой трубой 1976 г.